# Huehuecóyotl
Para la ecoaldea mexicana, véase Ecoaldea Huehuecoyotl.

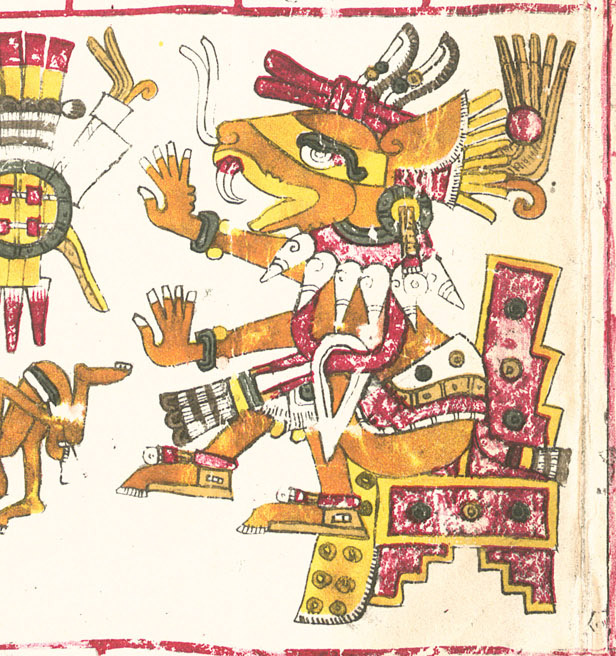
Huehuecóyotl descrito en el Códice Borgia.

Huehuecóyotl o también "Ueuecoyotl" (del náhuatl: huehuecoyotl ‘coyote viejo’‘huehue, viejo; coyotl, coyote’) en la mitología mexica es el dios de las artes, señor de la música y de la danza ceremonial, guía de la adultez y de la adolescencia. En el Códice Borbónico es representado como un coyote bailando con manos y pies humanos, acompañado por unos platillos. Huehuecóyotl comparte muchas características con el tópico del coyote trickster de las tribus norteamericanas, incluyendo en la narración y el canto coral. En ambas culturas es un bromista (trickster), cuyas triquiñuelas a menudo son dirigidas a otros dioses, pero con frecuencia fallan causando más problema a él que a las víctimas. Dios fiestero, se decía incluso que instigaba guerras entre los seres humanos para aliviar su aburrimiento. Es parte de la familia de dioses mexicas de Tezcatlipoca, y tiene sus poderes para transformarse. Quienes recibían malos augurios de parte de otros dioses a veces apelaban a Huehuecóyotl para mitigar o revertir tales destinos. 

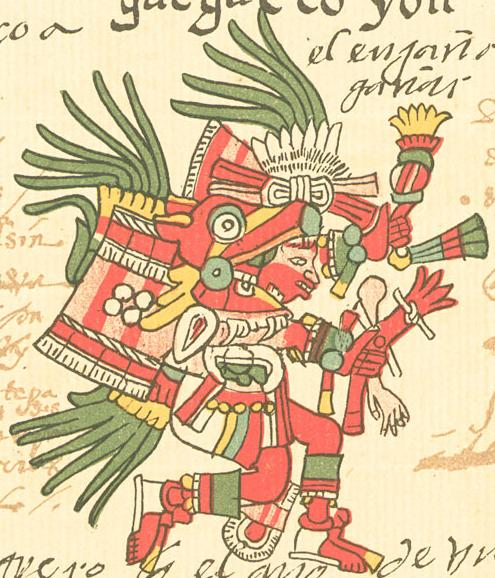
Huehuecóyotl descrito en el Códice Telleriano-Remensis.

El nombre de "coyote viejo" tiene una connotación positiva porque en la cultura azteca los coyotes eran el símbolo de la astucia, de la sabiduría mundana, del pragmatismo y de la belleza masculina. El prefijo "huehue" que significa "muy viejo" en Náhuatl era utilizado en la mitología azteca para aludir a la sabiduría, los conocimientos filosóficos relacionados con la experiencia y la edad. Aunque generalmente Huehuecóyotl aparece como hombre, tiene la capacidad de cambiar de género -como muchos de los hijos de Tezcatlipoca [cita requerida]. Se le asocia también con la indulgencia, la sexualidad masculina, la buena suerte y la narración de historias. Una de sus principales consortes era Temazcalteci (o Temaxcaltechi), la diosa de los temazcales o baños de vapor. Otra de sus amantes era Xochiquetzal, la diosa del amor, de la belleza, de la sexualidad femenina, las prostitutas, las madres jóvenes y las flores [cita requerida]. Sus amantes masculinos eran Opochtli, el dios zurdo de la cacería y la pesca y Xochipilli el dios de las artes, los juegos y patrón de los homosexuales y de la prostitución masculina [cita requerida].
De todas las deidades mexicas, Huehuecóyotl representaba la dualidad en términos del bien y el mal, así como el equilibrio entre lo viejo y lo nuevo, lo mundano y lo espiritual, lo masculino y lo femenino, la juventud y la vejez [cita requerida].
- El día sagrado Cuetzpallin (en posición cuarta de la trecena) pertenecía a Huehuecóyotl.
- Es asociado a menudo con Xólotl [cita requerida].

## En la ficción
Huehuecóyotl aparece como una fuente de inspiración divina para el rey poeta Nezahualcóyotl en el relato surrealista "Teyolitectiliztli" de JD Abrego.